# Diaspora polonaise en Islande
Les Polonais constituent le plus grand groupe d'immigrants en Islande. Au 1er janvier 2021, Statistics Islande recensait 20 553 personnes nées en Pologne vivant en Islande. Bien que mineur par rapport à la taille des groupes de migrants dans d’autres pays, cela en fait le plus grand groupe ethnique minoritaire en Islande.

## Histoire
Il y a eu plusieurs mouvements migratoires différents de Polonais vers l'Islande. La première migration majeure s'est produite au tournant du XIXe siècle, après que la Pologne ait perdu son statut d'État. Cependant, pendant une grande partie de la guerre froide, la majeure partie de la population polonaise était limitée dans sa capacité à voyager en dehors de la Pologne communiste.
Plus récemment, en 2004, un afflux s'est produit après l'adhésion de la Pologne à l'Union européenne, assouplissant ainsi les restrictions sur l'éligibilité des citoyens polonais à travailler dans d'autres États de l'Espace économique européen. En 2006, l'industrie de la construction islandaise a explosé et de plus en plus de travailleurs polonais ont été embauchés pour répondre aux exigences du travail. En un an, le nombre de migrants polonais dans le pays a augmenté de 81 %. La Pologne a également rejoint l'Islande dans la zone Schengen en 2007. En conséquence, les Polonais n’ont plus eu besoin de permis de travail ou de séjour pour vivre et travailler en Islande. La crise financière mondiale de 2008 a considérablement réduit les niveaux de migration et il y eut plus de Polonais rentrant en Pologne qu'émigrant en Islande au cours de cette année.

## Vie des Polonais en Islande
Les Polonais d'Islande sont largement endogames. Ils parlent généralement polonais, regardent la télévision polonaise, continuent de pratiquer le catholicisme et ont ouvert des restaurants polonais.
Une étude menée en 2012 suggère que la plupart des Polonais d'Islande utilisaient la langue anglaise plutôt que l'islandais dans leur vie quotidienne ; qu'ils trouvaient l'anglais plus utile ; et l'apprenaient souvent avant d'apprendre l'islandais.

## Politique
Les Polonais vivant en Islande peuvent voter aux élections polonaises. Lors de l'élection présidentielle polonaise de 2020, environ 80 % des Polonais islandais ont voté pour Rafał Trzaskowski (candidat de la Plateforme civique), tandis que seulement 20 % ont voté pour Andrzej Duda (candidat du parti Droit et Justice). Cela contraste avec la réalité en Pologne, où Andrzej Duda a remporté la majorité.

## Voir également
- Démographie de l'Islande